# Gabrius sphagnicola
Gabrius sphagnicola – gatunek chrząszcza z rodziny kusakowatych i podrodziny kusaków.
Gatunek ten opisany został po raz pierwszy w 1950 roku przez O. Sjöberga pod nazwą Philonthus (Gabrius) sphagnicola. Jako lokalizację typową wskazano Waldsees in Loos w szwedzkim Hälsinglandzie.
Chrząszcz o wydłużonym ciele długości od 3,2 do 4,1 mm. Ubarwienie ma czarne z brunatnoczarnymi głaszczkami, członami czułków od pierwszego do trzeciego oraz odnóżami z wyjątkiem jaśniejszych stóp. Stosunkowo duża głowa jest nieco dłuższa niż szeroka. Czoło zaopatrzone jest w poprzeczny szereg czterech punktów, z których dwa środkowe wysunięte są ku przodowi w sposób niewyraźny. Przedplecze jest dłuższe niż szerokie i trochę szersze od głowy. Boki ma równoległe. Na jego powierzchni występują rzędy grzbietowe zawierające sześć punktów. Pokrywy mają krawędzie boczne krótsze od przedplecza.
Kusakowaty ten jest stenobiotem, zasiedlającym wyłącznie torfowiska wysokie, gdzie bytuje wśród wilgotnych torfowców.
Owad palearktyczny, w Europie znany m.in. z Irlandii, Wielkiej Brytanii, Francji, Belgii, Holandii, Niemiec, Austrii, Włoch, Szwecji, Finlandii, Polski, Słowacji, Rumunii i Ukrainy. W Polsce znany jest z pojedynczego stanowiska w Puszczy Piskiej.